# كينغ أوسانغا
كينغ أوسانغا (بالإنجليزية: King Osanga)‏ (6 أكتوبر 1990 بجوس في نيجيريا - ) هو لاعب كرة قدم نيجيري في مركز الهجوم. شارك مع منتخب نيجيريا تحت 17 سنة لكرة القدم ومنتخب نيجيريا تحت 20 سنة لكرة القدم. أما مع النوادي، فقد لعب مع أكوا يونايتد والنجم الرياضي الساحلي وشوتينغ ستارز وكادونا يونايتد ونادي النصر ونادي سوشو ونادي هارتلاند ورويال وايت ستار بروكسل ‏.

## وصلات خارجية
- كينغ أوسانغا على موقع الاتحاد الدولي (مؤرشف)  (الإنجليزية)
- كينغ أوسانغا على موقع قاعدة بيانات كرة القدم.إي يو (الإنجليزية)
- كينغ أوسانغا على موقع AS.com (الإسبانية)